# Мало Острени
Мало Острени, още Малестрени или Острене (на албански: Ostreni i Vogël), е село в Албания в община Булкиза (Булчица), административна област Дебър.

## География
Селото е разположено в историкогеографската област Голо бърдо.

## История

### В Османската империя
В „Етнография на вилаетите Адрианопол, Монастир и Салоника“, издадена в Константинопол в 1878 година и отразяваща статистиката на населението от 1873 година Мало Острение (Malo Ostrénié) е посочено като село с 90 домакинства със 155 жители помаци и 103 – българи. Според статистиката на Васил Кънчов („Македония. Етнография и статистика“) в Мало Острени живеят 78 души българи християни и 400 души българи мохамедани, като българите мохамедани (торбешите) са в процес на поалбанчване:
| „ | Жителите на селата Острени (Големо и Мало), Търново Големо и Мало), Кленье, Летен, Джепища, Ърбеле, Обоки, Макелари и др. предпочитат да се казват арнаути и да говорят арнаутски. | “ |

На Етнографската карта на Битолския вилает на Картографския институт в София от 1901 година Мало Острени е смесено село българи, помаци, албанци и турци в Дебърската каза на Дебърския санджак с 95 къщи.
Вестник „Дебърски глас“ в 1909 година пише:
| „ | Мало и Големо Острени са завзети от помаците (потурчени българи) в тия села, и българин християнин вече не останал, освен две къщи в последното. | “ |

Според статистика на вестник „Дебърски глас“ в 1911 година в Мало и Големо Острени има 14 български екзархийски и 230 помашки къщи. Според Георги Трайчев през 1911/1912 година в Малестрани има 12 български къщи с 69 жители.
По данни на Екзархията в края на XIX век в Мало Острене има 12 православни къщи с 69 души жители българи. По данни на секретаря на екзархията Димитър Мишев („La Macédoine et sa Population Chrétienne“) в 1905 година в Мало Острени (Malo-Ostreni) има 120 българи екзархисти.

### В Албания
След Балканската война селото попада в Албания.
В рапорт на Павел Христов, главен български учител в Албания, и Григор Ошавков от 28 януари 1914 година се посочва, че Малострени е село със 17 български къщи.
В 1915 година, по време на Първата световна война, селото е анексирано от Царство България. Към 1 март 1916 година Мало Острене е център на Малоостренската община на българската Дебърска околия.
В рапорт на Сребрен Поппетров, главен инспектор-организатор на църковно-училищното дело на българите в Албания, от 1930 година Мало Острени е отбелязано като село със 100 къщи, част от които православни българи, а останалите българи мохамедани.
В 1939 година Петре Новов от името на 14 български къщи в Мало Острени подписва Молбата на македонски българи до царица Йоанна, с която се иска нейната намеса за защита на българщината в Албания – по това време италиански протекторат.
В 1940 година Миленко Филипович пише, че Мало Острене продължава да е смесено село с около 150 мюсюлмански и около 10 православни къщи с църква, която слави Малка Богородица. Всички жители според него са „сърби“. Православният род Янковци е по потекло от Косовац, което вече е поалбанчено.
Според Божидар Видоески в Мало Острени живеят албанци и „македонци мюсюлмани“ и „македонци православни“.
До 2015 година е част от община Острени.
В селото е запазена църквата „Света Неделя“.